# Steven Caldwell (futbolista)
Steven Caldwell (Stirling, Escocia, 12 de septiembre de 1980), exfutbolista escocés. Jugó de defensa y su último equipo fue el Toronto FC de la Major League Soccer de Estados Unidos.

## Selección nacional
Ha sido internacional con la Selección de fútbol de Escocia, ha jugado 12 partidos internacionales.

## Clubes
| Club               | País           | Año       |
| ------------------ | -------------- | --------- |
| Newcastle United   | Inglaterra     | 2000-2001 |
| Blackpool FC       | Inglaterra     | 2001      |
| Bradford City      | Inglaterra     | 2001-2002 |
| Newcastle United   | Inglaterra     | 2002-2004 |
| Leeds United       | Inglaterra     | 2004      |
| Sunderland AFC     | Inglaterra     | 2004-2007 |
| Burnley FC         | Inglaterra     | 2007-2010 |
| Wigan Athletic FC  | Inglaterra     | 2010-2011 |
| Birmingham City FC | Inglaterra     | 2011-2013 |
| Toronto FC         | Estados Unidos | 2014-2015 |

- Datos: Q369507
- Multimedia: Steven Caldwell / Q369507